# Roc de Frausa
Roc de Frausa är en bergstopp i Spanien, på gränsen till Frankrike.   Den ligger i regionen Katalonien, i den östra delen av landet, 600 km öster om huvudstaden Madrid. Toppen på Roc de Frausa är 1 421 meter över havet, eller 64 meter över den omgivande terrängen. Bredden vid basen är 1,1 km.
Terrängen runt Roc de Frausa är huvudsakligen kuperad, men åt nordost är den bergig. Runt Roc de Frausa är det glesbefolkat, med 8 invånare per kvadratkilometer. Närmaste större samhälle är Agullana, 10,3 km öster om Roc de Frausa. I omgivningarna runt Roc de Frausa växer i huvudsak blandskog.